# Antonio Cariglia

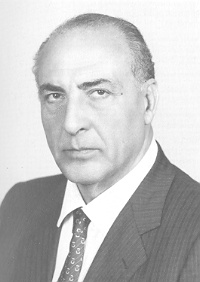
Antonio Cariglia (1992)

Antonio Cariglia (* 28. März 1924 in Vieste, Apulien; † 20. Februar 2010 in Pistoia) war ein italienischer Politiker.

## Biografie
Cariglia wurde bei der Europawahl 1979 als Vertreter der Partito Socialista Democratico Italiano (PSDI) erstmals zum Mitglied des Europäischen Parlaments gewählt. Nach Wiederwahlen bei den Europawahlen 1984 und 1989 gehörte er dem Europäischen Parlament bis 1994 an. Während seiner Mitgliedschaft im Europäischen Parlament gehörte er auch Delegationen für Verhandlungen mit Lateinamerika an.
Darüber hinaus war er Mitglied des Senats (Senato della Repubblica). Im März 1988 wurde er als Nachfolger von Franco Nicolazzi Nationaler Sekretär und damit Parteivorsitzender der PSDI. 1992 musste er von diesem Amt zurücktreten, nachdem Vorwürfe der Vorteilsannahme, Bestechlichkeit und Bereicherung gegen die PSDI sowie gegen ihn selbst erhoben wurden. Diese Vorwürfe trugen letztlich mit zur Auflösung der PSDI 1998 bei. Erst zwölf Jahre später wurde er 2004 von allen Vorwürfen freigesprochen.
Nach der Neugründung der PSDI wurde er 2004 zu deren Ehrenpräsident gewählt.